# Futbolniy Klub Avangard
O FC Avangard Kursk (em russo: Некоммерческое партнерство «Футбольный клуб „Авангард“, transliterado para Futbolnyi Klub "Avangard" Kursk) é um clube de futebol russo sediado em Kursk.

## História
O Avangard foi fundado em 1946, como Spartak Kursk, se chamando Trudovye Rezervy entre 1958-1965 e 1967-1972, e Trud, em 1966. Ganhou a atual nomenclatura em 1973.
Hoje o clube milita na Terceira Divisão/Zona Centro.